# Alternativa de Esquerda (Checoslováquia)
A Alternativa de Esquerda (Levá alternativa) era um grupo político radical de esquerda checoslovaco que defendia um socialismo democrático e autogestionário. Começou a se formar na primavera de 1989 , seguindo uma linha dissidente de esquerda marxista . Entre os seus membros estavam Petr Uhl , Egon Bondy , Petr e Miloš Kužvart , Ivan David , Miroslav Gregorovič e os jornalistas Martin Hekrdla, Alexandr Kramer e Jiří Kouda.  Dentro do movimento, havia uma ala anarquista, a partir da qual surgiu a associação anarquista da Checoslováquia. Após a Revolução de Veludo de novembro de  1989, a Alternativa de Esquerda tornou-se parte do Fórum Civico.
Em 1992, a liderança e uma parte dos membros apoiaram o Clube Liberal do Fórum Civico (a ala do Fórum Civico oposta às políticas de direita de Vaclav Klaus, e que viria a dar origem ao Movimento Civico), enquanto a parte mais radical dos membros pretendia criar uma coligação eleitoral com o Partido Comunista da Boêmia e Morávia. Após esses eventos, a Alternativa de Esquerda tornou-se inoperante e  muitos membros mudaram-se para outros partidos de esquerda ou para movimentos de protesto.